# Ivan Katalinić
Ivan Katalinić (ur. 18 listopada 1951 w Trogirze) – chorwacki piłkarz grający na pozycji bramkarza, a później trener piłkarski.

## Kariera
Grał w zespołach Hajduka Split oraz w angielskim Southampton F.C. W latach 70. był jednym z członków składu Hajduka, który czterokrotnie wywalczył mistrzostwo Jugosławii i pięć tytułów Pucharu Jugosławii.
W reprezentacji Jugosławii pojawił się na boisku 13 razy, ostatni raz występując w roku 1978 w meczu przeciwko Włochom rozgrywanym w Rzymie.
W latach 90. był managerem Hajduka Split, z którym 2-krotnie zdobył mistrzostwo Chorwacji, a także 2-krotnie zdobył Puchar Chorwacji, a także zespołu NK Varteks.

## Odznaczenia
- Order Chorwackiej Plecionki (1998)[1]